# VIA Empresa
VIA Empresa és un diari digital econòmic en català del grup TotMedia amb seu a Sant Cugat del Vallès, editor entre altres del Tot Sant Cugat. Es va fundar el 29 d'abril de 2013, per donar continuïtat a la tasca que durant més de cinc anys havia fet la revista econòmica B30, de periodicitat mensual i en paper. Des de desembre del 2022, dirigeix el diari la periodista Elena Busquets.
El 2014 va rebre el premi a Millor Nova Publicació 2013, atorgat per l'Associació de Publicacions Periòdiques en Català (APPEC), l'Associació Catalana de Premsa Comarcal (ACPC) i l'Associació de Premsa Gratuïta i Mitjans Digitals (AMIC). El guardó es va lliurar en el marc de la Nit de les revistes i la Premsa en català, com a reconeixement per "l'encert en proporcionar un espai de comunicació amb informació funcional i contribuir a dinamitzar el teixit productiu i empresarial de Catalunya".
L'any 2020, va rebre el Premi Llengua Nacional que concedeix l'Associació Llengua Nacional per la secció "El català a l'empresa" que fa en col·laboració amb el TERMCAT. El desembre d'aquest mateix any, la patronal PIMEC va guardonar VIA Empresa amb el "Reconeixement empresarial a la llengua com a eina de cohesió social i laboral". L’organització dels premis en va alabar especialment “la seva identitat periodística i empresarial, l’ús i la promoció del català en l’àmbit empresarial i econòmic, així com el fet d’haver donat veu a les pimes i autònoms afectats per la Covid-19”.
El 25 d'abril de 2022 Via Empresa va impulsar el digital econòmic basc EnpresaBidea, publicat en llengua basca i enfocat a l'economia d'Euskal Herria, amb redaccions a Bilbao i Sant Sebastià.
El desembre del 2022, EnpresaBidea va rebre el premi Rikardo Arregi per la seva contribució a la promoció i difusió de l’ecosistema econòmic i empresarial d’Euskadi.